# 러시아-캐나다 관계
캐나다와 러시아는 오랜 양자 관계를 맺어왔다 (이전에는 캐나다와 소련 사이에). 광활한 북부 국가로서 캐나다와 러시아는 일부 공통된 관심사와 협력 정책을 공유한다. 그러나 캐나다의 개방적이고 민주적인 정치 체제는 소련 (USSR)의 공산주의 시대와 마찬가지로 러시아의 폐쇄적인 체제와 대조된다.
블라디미르 푸틴의 대통령 재임 기간 동안 캐나다 정부는 러시아 민주주의의 침식, 지속적인 인권 침해, 그리고 캐나다와 NATO 동맹국에 대한 적대적인 외교 정책을 꾸준히 비판했다. 2014년, 러시아의 크림반도 합병과 돈바스 전쟁에 대한 러시아의 개입으로 인해 관계는 크게 악화되었다. 2022년 러시아의 우크라이나 침공 이후 러시아와 캐나다 간의 관계는 거의 완전히 붕괴되었다.
일부 평론가들은 2014년 이후 러시아-캐나다 관계가 냉전 기간 중 어느 때보다도 더 적대적이고 대립적이라고 주장한다.

## 역사

### 배경

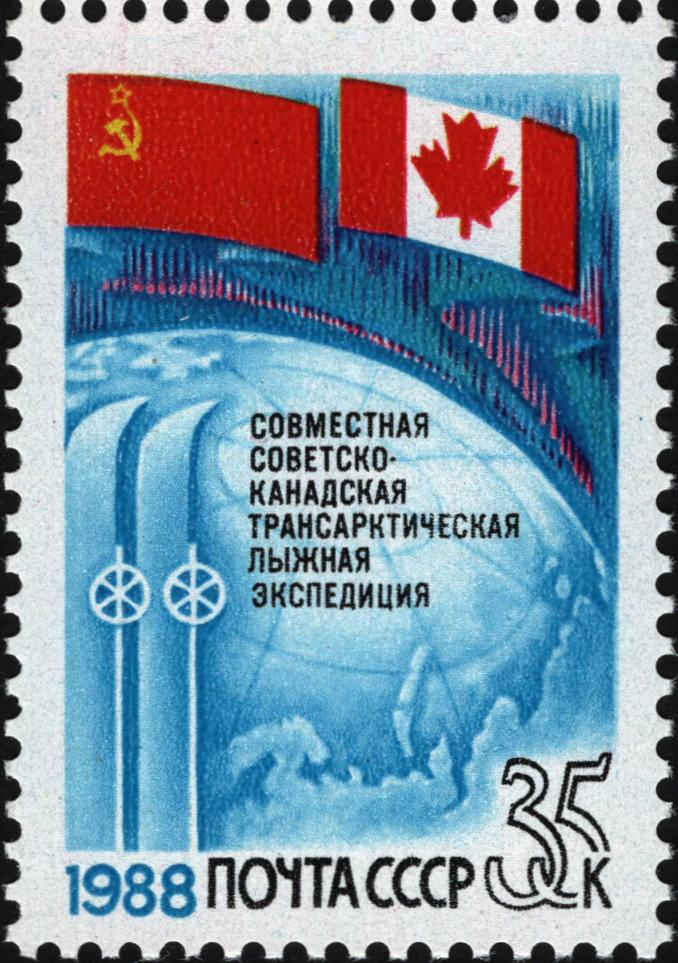
소련-캐나다 극지 탐험을 기념하는 1988년 소련 우표

대영 제국의 일부였던 캐나다는 1909년까지 외무부 (외무부)를 설립하지 않았으며, 1917년 볼셰비키 혁명과 소련 수립 이후에야 독립적인 외교 정책을 발전시켰다.
1931년, 캐나다는 특정 소련 상품에 대한 금수 조치를 부과했다. 이 금수 조치는 소련 정부가 이전에 캐나다와의 무역 관계를 단절한 것에 대한 대응이었다. 소련과 캐나다 간의 이 무역 전쟁은 1936년까지 지속되었다.
양국 간의 외교 관계는 1942년 6월 12일 제2차 세계 대전 중, 독일의 소련 침공 이후 캐나다가 영국 및 다른 서방 민주주의 국가들과 함께 소련과 동맹을 맺고 추축국에 맞서면서 마침내 수립되었다. 냉전 동안 캐나다는 소련이 주도하는 바르샤바 조약 기구에 대항하여 민주 서방권 및 NATO의 일원이었다.
미국과 영국에 비해 캐나다의 소련 정책은 덜 대립적이었는데, 이는 캐나다가 핵 보유국이 아니었기 때문이기도 하다 (육상 핵탄두 없음). 1991년 캐나다는 발트 3국과 우크라이나의 독립을 인정한 최초의 주요 서방 국가였으며, 이는 이들 국가의 국제적 정당성을 확고히 하고 소련의 종식을 공식화하는 데 기여했다. 캐나다와 탈소련 러시아는 1992년에 관계를 수립했다.

### 1991년 소련 해체 이후 관계

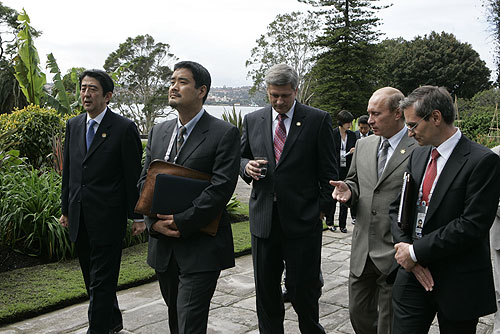
캐나다 총리 스티븐 하퍼와 러시아 대통령 블라디미르 푸틴, 기타 APEC 고위 인사들, 2007년 9월

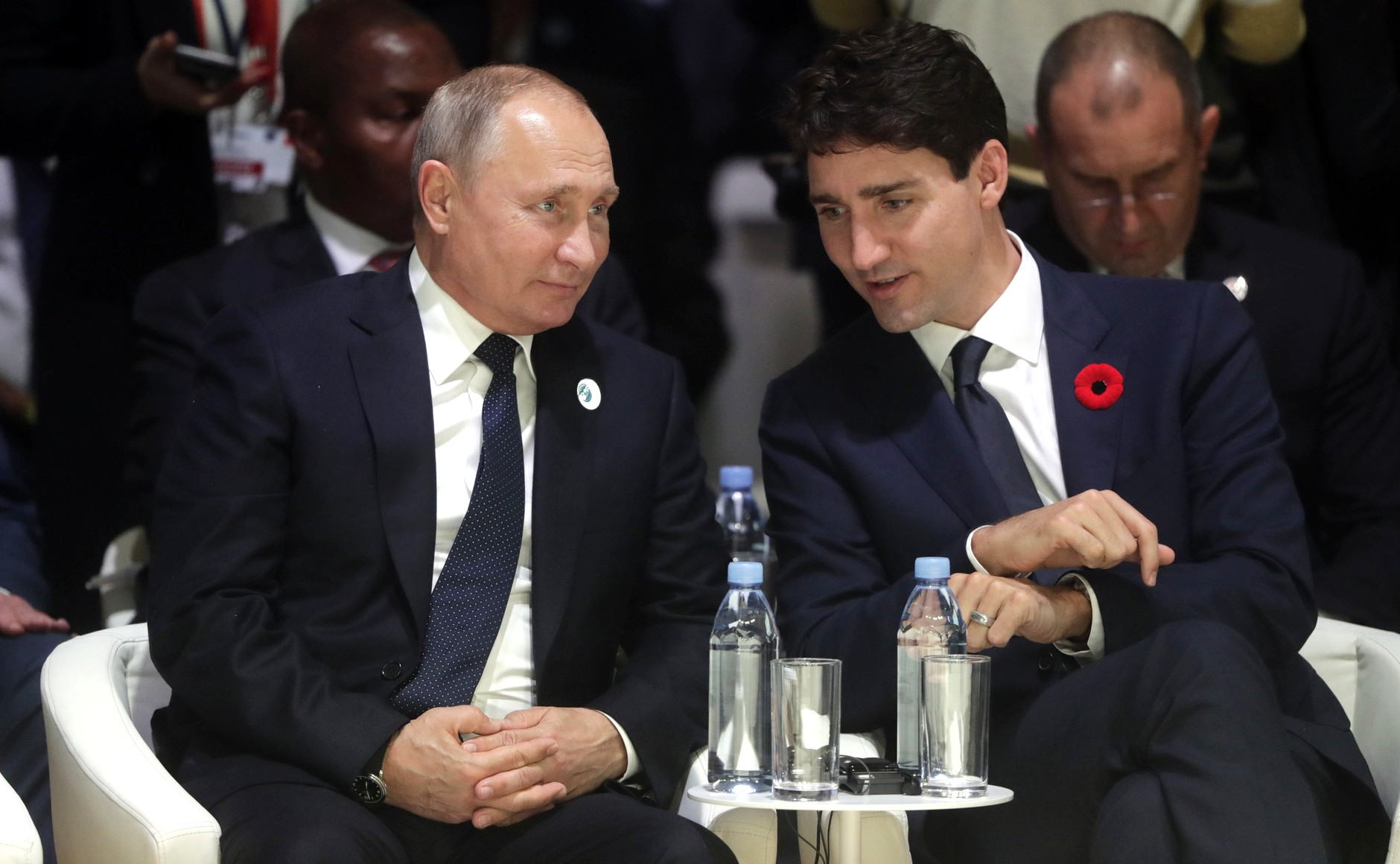
캐나다 총리 쥐스탱 트뤼도와 러시아 대통령 푸틴, 2018년 파리 평화 포럼

캐나다와 러시아 대표단 간의 회의는 최고위급에서 정기적으로 개최된다. 스티븐 하퍼 총리와 블라디미르 푸틴 대통령은 하일리겐담 G8 정상회담에서 두 번째 만남을 가졌다. 이들은 2006년 상트페테르부르크 G8 정상회담에서 처음 만나 캐나다-러시아 관계 및 캐나다-러시아 에너지 협력에 대한 공동 성명을 발표했다.
캐나다와 러시아는 안보, 대테러 및 국제 문제에 대한 정기적인 정치적 대화를 유지하고 있다. 이 대화는 글로벌 안보 회담에 통합되어 고위 관리들이 비확산, 지역 문제 및 국방 관계에 대한 우려와 해결책을 공유할 수 있도록 한다. 캐나다의 러시아와의 주요 안보 약속은 카나나스키스에서 처음 제안된 G8 이니셔티브인 대량살상무기 확산 방지를 위한 글로벌 파트너십에서 주도적인 역할을 하는 것이다. 이 프로그램은 20년간 최대 250억 달러의 예산을 가졌다.
2007년 6월 12일, 캐나다와 러시아는 외교 관계 수립 65주년을 기념했다.

### 러시아-우크라이나 분쟁 이후 악화

캐나다는 러시아의 "비우호국 목록" (빨간색)에 포함되어 있다. 이 목록에 있는 국가 및 영토는 러시아에 대한 제재를 부과하거나 동참했다.

캐나다와 러시아 간의 관계는 2014년 크림반도 합병 이후 급속히 악화되었다. 합병에 대응하여 캐나다는 러시아 관리들에게 제재를 부과했다. 2014년 3월 3일, 캐나다 하원은 러시아의 크림반도 개입을 규탄하는 만장일치 결의안을 통과시켰다.
2017년 퓨 글로벌 태도 프로젝트 조사에 따르면, 캐나다인의 27%가 러시아에 대해 호의적인 견해를 가지고 있으며, 59%는 비호의적인 견해를 표명했다.
2020년 12월 현재, 블라디미르 푸틴과 러시아에 대한 캐나다의 여론은 여전히 매우 부정적이며, 캐나다인의 62%가 러시아에 대해 비호의적인 견해를 가지고 있다.
2022년 2월 1일, 공개적인 분쟁의 소문이 무성했고, 컨설팅 변호사들은 캐나다의 제재 도구에 대한 유용한 목록을 제공했다. 당시 "제재 체제"를 구성하는 세 가지 보조 법률이 있었다. 특별 경제 조치법에 따라:
- 특별 경제 조치 (러시아) 규정 (SEMRR)
- 특별 경제 조치 (우크라이나) 규정 (SEMUR)
- 부패한 외국 관리 자산 동결 (우크라이나) 규정 (FACFOUR)

2022년 2월 24일 2022년 러시아의 우크라이나 침공 이후 관계가 공개적으로 적대적으로 변하기 전까지는 냉랭한 상태를 유지했다. 캐나다 정부는 침공을 비난하고, 러시아 관리들에게 징벌적 제재를 부과했으며, 러시아 항공기의 영공 진입을 금지하고, 침공에 대한 대응으로 러시아산 석유 수입을 전면 금지했다.
2022년 4월 27일, 캐나다 하원 의원들은 러시아의 우크라이나 내 행위를 집단학살로 인정하는 결의안에 찬성표를 던졌다. 캐나다의 제재에 대한 대응으로 러시아는 쥐스탱 트뤼도 총리와 여러 주 총리를 포함한 많은 캐나다 관리들의 입국을 금지했다.
5월 8일, 러시아는 타이완, 대한민국, 일본, 싱가포르, 미국, 유럽 연합 회원국, NATO 회원국 (튀르키예 제외), 오스트레일리아, 뉴질랜드, 스위스, 미크로네시아, 우크라이나와 함께 캐나다를 “비우호국 목록”에 포함시켰다.
캐나다 당국은 북극에서 러시아와의 협력을 발전시킬 의사가 없다. 이는 2025년 3월 28일, 새로 취임한 캐나다 총리 마크 카니가 몬트리올에서 기자들과의 대화 중에 발표했다.

## 문화 관계
문화는 러시아에서 높은 비중을 차지하며, 급속히 발전하는 시장은 캐나다의 문화 상품과 서비스에 새로운 기회를 제공한다. 전문 영화제, 도서전, 문화 엑스포, 공연 및 전시는 널리 참여되며 사회적 가치를 전달하는 통로로 여겨진다. 캐나다와 러시아의 문화 관계는 특히 2003년 가을 당시 총독 아드리엔 클라크슨의 러시아 국빈 방문 이후 더욱 활발해졌으며, 이 방문에서 문화 분야의 저명한 캐나다 대표단이 러시아 counterparts와 지속적인 관계를 맺었다.
차이콥스키, 무소륵스키, 라흐마니노프, 그리고 그보다는 덜하지만 글린카, 보로딘, 림스키-코르사코프, 스크랴빈, 글라주노프 등 러시아 낭만주의 작곡가들의 음악은 20세기에 캐나다 관객들에게 매우 인기가 많았다. 국외 거주자인 스트라빈스키는 1900년 이후 러시아 음악의 지배적인 인물이었지만, 프로코피예프, 쇼스타코비치, 그리고 덜 자주 카발렙스키 등 여러 소련 작곡가들이 캐나다 프로그램에 꾸준히 소개되었다. 카발렙스키는 1978년 (그리고 그 이전에도 여러 번) 캐나다를 방문했지만, 그 해까지 캐나다 작곡가들의 초기 또는 최근 작품은 소련 레퍼토리에 채택되지 않았다. 그러나 캐나다 예술가들은 소련 방문 시 가끔 그런 작품들을 공연했다. 제안이 이루어졌다. 1977년 가을, 작곡가 해리 서머스와 캐나다 음악 센터의 존 피터 리 로버츠는 소련에서 2주 동안 소련 작곡가 연맹 회원, 연주자, 비평가들을 만나고 캐나다 작품 녹음을 들려주었다. 1978년, 교환 방문으로 소련 작곡가이자 피아니스트인 안드레이 에쉬파이가 CMCentre를 방문했다.
2004년 상트페테르부르크의 에르미타주 박물관은 톰 톰슨의 작품을 전시했는데, 이는 에르미타주에서 캐나다 예술가에게 헌정된 첫 전시회였다. 에르미타주는 2006년 여름에도 매우 성공적인 장폴 리오펠 전시회를 개최했다. 2007년 2월에는 예술가 제프 월이 모스크바 아트 비엔날레에 전시했고, 로베르 르파주, 컴파니 마리 슈나르, 시르크 엘루아즈, 테아트르 스미스-길모어가 체호프 극장 페스티벌에서 40여 차례의 캐나다 연극 공연을 상연했다. 2007년은 또한 글렌 굴드의 1957년 소련 투어 50주년이 되는 해이기도 하다.

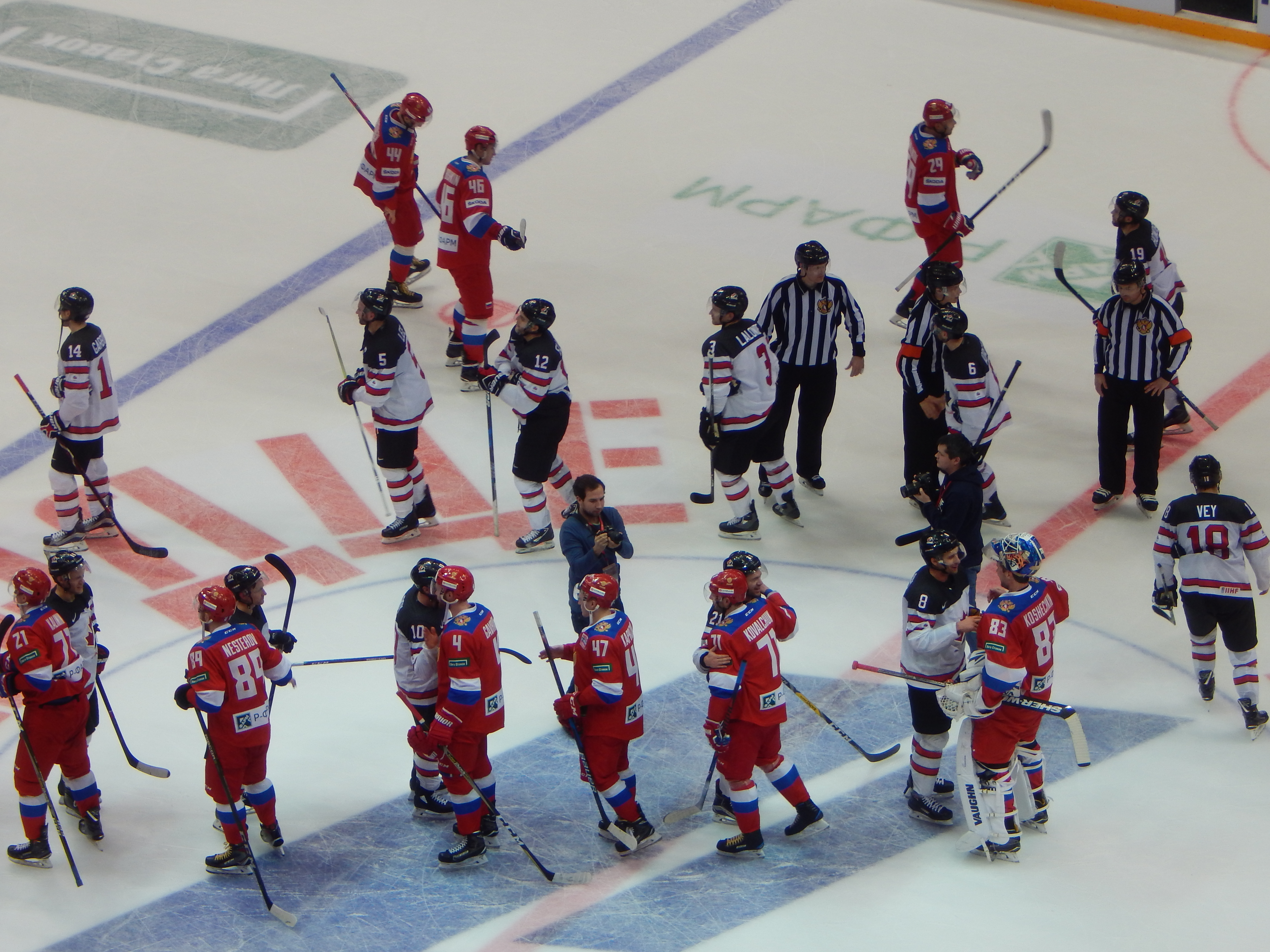
2017년 채널 원 컵 경기 후 악수하는 캐나다와 러시아 아이스하키 선수들

캐나다와 러시아는 아이스하키 라이벌 관계를 공유하며, 1972년 서밋 시리즈와 1974년 서밋 시리즈를 포함하여 양국 아이스하키 대표팀 간에 여러 경기가 펼쳐졌다. CHL 캐나다/러시아 시리즈는 캐나다 하키 리그 선수들과 러시아 대표팀 간의 주니어 아이스하키 토너먼트로, 2003년부터 매년 개최되고 있다.

## 경제 관계
증가하는 국내 수요와 방대한 천연 자원 부는 러시아를 캐나다 상품 및 서비스 수출과 새로운 캐나다 해외 직접 투자의 주요 대상으로 만들었다. 캐나다와 러시아 간의 경제 관계를 더욱 긴밀하게 하기 위해 양국 정부는 캐나다-러시아 정부간 경제 위원회 (IEC)에 참여했다. 작업 그룹은 농식품 및 농업, 연료 및 에너지, 건설 및 주택, 광업, 북극 및 북부 지역에서 연중 활발하게 활동했다. 이 모든 것은 2022년 2월 24일 러시아가 우크라이나를 침공하면서 변했다. 그 이후 "캐나다는 러시아와의 양자 협력을 중단했으며, 다자 포럼에서 러시아와 제한적인 참여만을 유지하고 있다."

### 침공 이전
캐나다 유라시아 러시아 비즈니스 협회(CERBA)와 러시아 산업가 및 기업가 연합(RSPP)이 공동으로 주최한 최초의 캐나다-러시아 비즈니스 정상회담은 2007년 3월 26일부터 27일까지 오타와에서 열렸다. 이 행사는 에머슨 장관과 러시아 농업부 장관 알렉세이 고르제예프가 공동 의장을 맡은 제6차 캐나다-러시아 IEC 회의와 제2차 캐나다-러시아 비즈니스 위원회(CRBC) 회의를 성공적으로 결합했다. 1972년 캐나다-러시아 하키 정상회담에서 유명한 러시아 골키퍼였고 현재는 두마 의원이자 캐나다-러시아 의회 우호 그룹 공동 의장인 블라디슬라프 트레티악을 비롯한 300명 이상의 특별 손님을 포함하여 양측의 관심과 참석이 높았다.
캐나다-러시아 비즈니스 정상회담은 2011년 6월 1일 오타와에서 CERBA가 캐나다 정부 및 러시아 정부와 협력하여 개최했다. 이 행사는 정부 차원에서 러시아 제1부총리 빅토르 줍코프와 캐나다 국제통상부 장관 에드워드 패스트가 공동 의장을 맡았다. 이 행사에는 러시아 시장의 주요 캐나다 기업 최고경영자들과 그들의 주요 러시아 파트너 기업의 주주 및 최고 경영진이 모여 양자 무역 및 투자 문제를 논의했다. 6월 1일은 6월 2일에 열린 정부간 경제 위원회(IEC) 회의의 전주곡이었다. 러시아 측 참가자 중에는 주캐나다 러시아 연방 대사 H.E. 게오르기 마메도프, 탐보프 주 행정부 수장 O. 베틴, "소치 2014" 올림픽 조직위원회 상임 부회장 A. 크라스노프, "2018 FIFA 러시아 월드컵" 부사장 A. 조르자제, 브네시코놈방크 이사회 제1부의장 A. 티호노프, 홀딩 컴퍼니 메탈로인베스트 JSC 총괄 이사 A. 바리체프, SNC-라발린 모스크바 지사 총괄 이사 Y. 코틀랴로프, 스콜코보 A. 시트니코프, "러시아 벤처 컴퍼니" M. 라치노프, RUSNANO D. 아카노프 및 기타 정부 당국 및 비즈니스계 대표들이 있었다. 캐나다 측 참가자 중에는 주러시아 캐나다 대사 조안 슬론, 국제통상부 장관 에드워드 패스트, 농업부 장관 게리 리츠, CERBA 전국 이사회 의장 네이선 헌트, RIM-블랙베리 부사장 데이비드 패터슨, 팡게아 벤처스 Ltd. 파트너 크리스 에릭슨, KPMG 경영 파트너 앤드루 크랜스턴, 고링스 인터내셔널 Inc. 경영 파트너 데이비드 아일렌, 캐나다 산림 제품 협회 부사장 이자벨 데 셴, 봄바디어 부사장 마이클 매카두 및 기타 정부 당국 및 비즈니스계 대표들이 있었다. 6월 1일과 2일 모두 나노기술 산업, 항공우주, 에너지 효율, 건설, 혁신 및 스포츠 인프라 분야에서 파트너십 및 전망 있는 협정을 포함하여 상당한 수의 긍정적인 발전이 있었다.

### 침공 이후
2022년 6월 현재, 러시아가 2022년 2월 24일 우크라이나를 침공함에 따라 캐나다는 러시아의 석유, 가스, 화학 산업 관련 서비스 수출을 금지하는 경제 제재를 부과했다. 이러한 제재는 캐나다가 우크라이나 영토로 인식하고 러시아군이 점령한 지역에서 러시아군이 철수하도록 압력을 가하는 역할을 할 것이다.

## 외교 관계
캐나다는 러시아에 모스크바 주재 대사관과 블라디보스토크 주재 명예 영사관을 통해 공식적으로 대표된다. 러시아 연방은 오타와 주재 대사관, 두 개의 총영사관 (토론토와 몬트리올에 위치), 그리고 밴쿠버 주재 명예 영사관을 유지하고 있다. 캐나다의 러시아 대사는 2023년 11월에 임명된 사라 테일러이다. 러시아의 캐나다 대사는 올레그 스테파노프이다.

### 국제기구 회원 자격
양국은 UN, APEC, NATO-러시아 이사회를 포함한 여러 양자 및 다자 프로그램에서 협력한다. 양국 간의 활발한 양자 협력은 35년 이상 전에 시작되었다. 캐나다-러시아 IEC의 북극 및 북부 실무 그룹을 통해 양국은 북부 협력에 대한 미래 지향적인 의제를 개발하기 위해 협력한다. 1991년에 설립된 캐나다 국제개발청의 러시아 프로그램은 러시아의 개혁 및 전환 과정을 지원하려는 캐나다의 장기적인 약속을 구체적으로 보여준다. 프로그램의 전반적인 목표는 잘 발달된 시장 경제와 효율적이고 반응적인 기관을 갖춘 안정적이고 번영하며 민주적인 러시아의 설립을 지원하는 것이다.
양국은 또한 유럽 안보 협력 기구와 국제 아이스하키 연맹의 회원국이며, 이 두 조직에서 양국은 아이스하키에서 라이벌 관계를 즐겼다.

## 캐나다 내 러시아 정보 작전
문서화된 작전은 다음과 같다:
- 크리스토퍼 앤드루와 바실리 미트로힌의 미트로힌 아카이브를 바탕으로 한 책에 따르면, 소련의 KGB는 캐나다 테러 집단인 FLQ와 접촉했을 가능성이 높다.[26] 존 배런 또한 1970년 4월 KGB와 쿠바 간의 합의를 언급하며 FLQ를 언급한다.

휴 햄블턴은 퀘벡이 프랑스와 더 긴밀한 관계를 맺었던 1964년 퀘벡에 정착했다.
- KGB는 FLQ의 테러 공격이 소련과 연결될 수 있다는 점을 우려했다. KGB는 FLQ를 CIA의 위장 작전으로 보이게 하기 위해 허위 정보 캠페인을 설계하고 문서를 위조했다. 위조된 "CIA 문서"의 복사본은 1971년 9월 몬트리올 스타에 "유출"되었다. 이 작전은 캐나다 총리가 CIA가 캐나다에서 작전을 수행했다고 믿을 정도로 성공적이었다. 이 이야기는 1990년대에도 학계 저자들 사이에서 여전히 인용되었다.[26]
- 러시아 정부 요원들은 캐나다 여권과 신분(진짜이든 위조이든)을 사용한 기록이 있으며,[27][28] 최근 역사에서 엘레나 밀러, '폴 햄펠' (2006년)[29] 그리고 2010년 6월 미국에서 체포된 러시아 슬리퍼 요원 그룹("불법 체류자 프로그램")의 일부 구성원 사례에서 입증되었다.[30] 영국에서 스파이 활동을 수행하기 위해 도난당한 캐나다 신분을 위장으로 사용한 가장 잘 알려진 소련 '불법 체류자' 중 한 명은 코논 몰로디 (고든 아놀드 론즈데일; 1922-1970)였다.

## 같이 보기
- 캐나다의 대외 관계
- 러시아의 대외 관계
- 러시아계 캐나다인
- 캐나다-소련 관계

### 추가 자료
- Andrew, Christopher; Mitrokhin, Vasili (2000). 《The Sword and the Shield: The Mitrookhin Archive and the Secret History of the KGB》. New York: Basic Books. ISBN 0-465-00312-5.
- Jackson, Nicole J. , “Canada, NATO, and Global Russia.” International Journal 73.2 (2018): 317-25, DOI: https://doi.org/10.1177/0020702018786080.
- Lackenbauer, P. Whitney. "Mirror images? Canada, Russia, and the circumpolar world." International Journal 65.4 (2010): 879-897.
- Ladies, Przemysław. "The United States and Canada towards Russian Arctic Policy: State of Play and Development Prospects." Society and Politics 2 (63) (2020): 73-103. online
- Macdonald, Laura, and Jeremy Paltiel. "Middle power or muddling power? Canada's relations with emerging markets." Canadian Foreign Policy Journal 22.1 (2016): 1-11. online
- Roberts, Kari. "Understanding Russia's security priorities in the Arctic: why Canada-Russia cooperation is still possible." Canadian Foreign Policy Journal (2020): 1-17.
- Sarty, Keigh. “The Fragile Authoritarians: China, Russia and Canadian Foreign Policy.” International Journal 75:4 (December 2020): 614-628. DOI: https://doi.org/10.1177/0020702020968941. online review
- Swettenham, John. Allied Intervention in Russia 1918-1919: and the part played by Canada (Routledge, 2017).
- Wallace, Ron R. "Canada and Russia in an Evolving Circumpolar Arctic." in The Palgrave Handbook of Arctic Policy and Politics (Palgrave Macmillan, Cham, 2020) pp. 351–372. online